# サムエル・アジャイ
サムエル・グベンガ・アジャイ（Samuel Gbenga Ajayi、1984年11月23日 - ）は、カンボジア・リーグのボーウング・ケット・アンコールに所属するナイジェリアのサッカー選手。ポジションはFW。

## 経歴
地元ナイジェリアのナイジェル・トルナードスFCで2002年にプロデビュー。その後、プノンペン・エンパイアに所属し、シンガポール・カップに出場、これが資産家の目に留まり、バンコク・グラスFCへと移籍した。四年を過ごした後にチョンブリーFC、サムットソンクラームFCと渡り歩き、カンボジア・リーグに復帰、ボーウング・ケット・アンコールに所属。

## タイトル
プノンペン・エンパイア
- フン・セン・カップ: 2008

バンコク・グラスFC
- タイ・スーパーカップ: 2009
- クイーンズカップ: 2010